# Mulah
Mulah, auch Boli Mulah, (މުލައް) ist eine Insel des Mulaku-Atolls im Süden des Inselstaates Malediven in der Lakkadivensee des Indischen Ozeans. Sie hat eine Fläche von 66,9 ha. 2014 hatte Mulah 1195 Einwohner.

## Geographie
Die Insel liegt etwas zum Innern der Lagune, nach Westen versetzt im Ostsaum des Atolls zusammen mit der Schwesterinsel Muli. An der Stelle gibt es auch eine Passage zur Lagune. Die Insel ist länglich und erinnert in der Form an eine Socke. Sie ist etwas mehr als einen Kilometer lang und ca. 400 m breit. Sie ist dicht besiedelt, verfügt aber noch über einige Palmemhaine. Im  Westen liegt das Riff Velafuru und im Nordosten schließt sich die Insel Veyvah an.

## Geschichte
Erst 2014 und 2015 wurden Baumaßnahmen unternommen um ein Abwassersystem und Trinkwasseranlagen zu installieren. Das System wurde 2018 unter Anwesenheit des damaligen Staatspräsidenten Abdulla Yameen eröffnet.

## Sonstiges
Auf der Insel gibt es die Moscheen Masjid-Nasr und Eid Miskiy.